# Chlorolestes longicaudus
Chlorolestes longicaudus är en trollsländeart som först beskrevs av Hermann Burmeister 1839.  Chlorolestes longicaudus ingår i släktet Chlorolestes och familjen Synlestidae. Inga underarter finns listade i Catalogue of Life.